# Eustrophopsis bipunctatus
Eustrophopsis bipunctatus es una especie de coleóptero de la familia Tetratomidae.

## Distribución geográfica
Habita en América Central.